# 高丝氨酸脱氢酶
高丝氨酸脱氢酶（英語：homoserine dehydrogenase，EC 1.1.1.3 （页面存档备份，存于））是一种以NAD+或NADP+为受体、作用于供体CH-OH基团上的氧化还原酶。这种酶能催化以下酶促反应：
L-高丝氨酸 + NAD(P) {\displaystyle \rightleftharpoons } L-天冬氨酸半醛 + NAD(P)H + H+
高丝氨酸脱氢酶参与甘氨酸、丝氨酸和苏氨酸的代谢以及赖氨酸的生物合成。高丝氨酸脱氢酶参与天冬氨酸途径的第三步反应，在NAD或NADP的参与下将天冬氨酸半醛还原为高丝氨酸。